# 水みち
水みちまたは水道（みずみち）とは物質中を水が流れる道、および水が流れた後にできる筋。
- 地層中の地下水の流れる道。水脈とも言う。
- 引き潮によって砂浜にできる筋[1]。
- コンクリート施工時に余剰水が他の材料との比重差で上昇（ブリーディング）してできる通り道[2]。
- コンクリートの施工不良や経年劣化に起因して発生する水（雨水など）の通り道[3]。